# Olga Rypakova
Olga Sergeevna Rypakova (em russo:  Ольга Сергеевна Рыпакова; nascida Alekseyeva; Öskemen, 30 de novembro de 1984) é uma atleta e campeã olímpica cazaque, especializada em saltos.
Originalmente uma heptatleta, mudou seu foco apenas para os saltos competindo inicialmente no salto em distância e finalmente passando a se dedicar ao salto triplo após 2007. Seus primeiros resultados vieram em modalidades de multieventos em competições asiáticas, quando conquistou o pentatlo feminino nos Jogos Asiáticos de Pista Coberta em 2005 e o heptatlo nos Jogos Asiáticos de 2006, em Doha, no Qatar.
Em Pequim 2008, Rypakova competiu no salto em distância e no salto triplo, conseguindo o originalmente o quarto lugar no último, com um novo recorde asiático de 15,11 m. Após a desclassificação de duas atletas, foi elevada para a segunda colocação na prova e, consequentemente herdou a medalha de prata. Sem conseguir medalhar nos Mundiais de Osaka 2007 e Berlim 2009, seu primeiro grande título internacional nos saltos veio no Campeonato Mundial de Atletismo em Pista Coberta de 2010, no Qatar, quando venceu o salto triplo. Disputando seu terceiro Campeonato Mundial de Atletismo, em Daegu 2011, ficou com a medalha de prata com um salto de 14,89 m.
Seu maior momento na carreira ocorreu em Londres 2012, quando tornou-se campeã olímpica do salto triplo com a marca de 14,98 m. Em Pequim 2015, ficou com o bronze. No início de 2016, voltou a Doha e foi campeã asiática indoor. Quatro anos depois de sua vitória olímpica, na Rio 2016 ficou com a medalha de bronze.
Conquistou sua terceira medalha em Mundiais, um bronze, em Londres 2017, com um salto de 14,77 m.